# آن مولدر
آن مولدر (بالهولندية: Anne Mulder)‏ هو اقتصادي وسياسي هولندي، ولد في 14 ديسمبر 1969. حزبياً، نشط في حزب الشعب من أجل الحرية والديمقراطية. في 2010 Dutch general election ‏، انتخب عضو مجلس نواب هولندا ‏ (17 يونيو 2010 – ).